# سالي لي بيج
سالي لي بيج (بالإنجليزية: Sally Le Page) هي مبسطة العلم بريطانية، ولدت في عقد 1990.

## وصلات خارجية
- الموقع الرسمي